# Lebetain
Lebetain – miejscowość i gmina we Francji, w regionie Burgundia-Franche-Comté, w departamencie Territoire de Belfort.
Według danych na rok 1990 gminę zamieszkiwało 419 osób, a gęstość zaludnienia wynosiła 87 osób/km² (wśród 1786 gmin Franche-Comté Lebetain plasuje się na 363. miejscu pod względem liczby ludności, natomiast pod względem powierzchni na miejscu 818.).